# Liste des villes des Palaos
 (août 2012).
Si vous disposez d'ouvrages ou d'articles de référence ou si vous connaissez des sites web de qualité traitant du thème abordé ici, merci de compléter l'article en donnant les références utiles à sa vérifiabilité et en les liant à la section « Notes et références ».
Voici les quelques villes des Palaos et leur population.

## Tableau des principales villes
| Nom de la ville | Île       | Etat     | Population en 1994 | Population en 2004 | Particularité                                           |
| --------------- | --------- | -------- | ------------------ | ------------------ | ------------------------------------------------------- |
| Koror           | Koror     | Koror    | 9 960              | 11 000             | Ancienne capitale des Palaos, plus grande ville du pays |
| Meyuns          | Koror     | Koror    | 1 120              | 1 200              |                                                         |
| Airai           | Babeldaob | Airai    | 780                | 920                |                                                         |
| Kloulklubed     | Peleliu   | Peleliu  | 460                | 520                | Haut lieu de combat pendant la Seconde Guerre mondiale  |
| Melekeok        | Babeldaob | Melekeok | 100                | 270                | Capitale des Palaos                                     |